# Actitis
Actitis is een geslacht van vogels uit de familie strandlopers en snippen (Scolopacidae). Het geslacht telt twee soorten.

## Soorten
- Actitis hypoleucos – Oeverloper
- Actitis macularius – Amerikaanse oeverloper